# 126-os busz (Pécs)
A pécsi 126-os jelzésű autóbusz tanévben, munkanapokon reggel közlekedett István-aknától Uránvárosig.

## Története
2002. március 18-án indult az első 126-os járat II-es rakodó és Zsolnay-szobor között. Útvonala Uránváros és Zsolnay-szobor között a 2-es járatéval volt azonos, egyetlen megállója a Mecsek Áruház volt. 2011. február 1-jétől Uránváros után a 6-os főúton közlekedik az Alsómalom utcáig, majd onnan kanyarodik az Árkád megállóig. Egyetlen megállója a Szabadság utca.
A járat 2013. szeptember 2-ával megszűnt. Később újraindították, de csak tanévben, munkanapokon közlekedett István-aknától a belvárost érintve Uránvárosig. 2014. szeptember 1-jétől útvonalának nagy részén a 155-ös jelzésű busz közlekedik.
2016. szeptember 1-jétől 26-os jelzéssel közlekedik.

## Útvonala
| István-akna - Budai Állomás - Árkád - Uránváros |
| --- |
| István-akna – Rücker-aknai út – Somogy utca – Búzakalász utca – Őrmezei út – Pécsváradi út – Zsolnay Vilmos utca – Rákóczi út – Hungária utca – Szántó Kovács János utca – Nendtvich Andor út – Makay István út – Ürögi fasor – Uránváros |

## Megállóhelyei
| sz. | Megállóhely neve                    | Menetidő (perc) | Átszállási kapcsolatok |
| --- | ----------------------------------- | --------------- | --- |
| 0   | István-akna                         | 0               | 12, 15 |
| 1   | István-akna I.                      |                 | 12, 15 |
| 2   | István-akna II.                     |                 | 12, 15 |
| 3   | Rücker-akna                         |                 | 15 |
| 4   | Somogy kőbánya                      |                 | 15 |
| 5   | Somogy                              |                 | 13Y, 14Y, 15, 15A |
| 6   | Somogy utca                         |                 | 13Y, 14Y, 15, 15A |
| 7   | Somogyi templom                     |                 | 13, 13Y, 14, 14Y, 15, 15A, 160 |
| 8   | Somogyi temető                      |                 | 13, 13Y, 14, 14Y, 15, 15A, 160 |
| 9   | Őrmezei út, Szödrös                 |                 | 13, 13Y, 14, 14Y, 15, 15A, 160 |
| 10  | Murom                               |                 | 13, 13Y, 14, 14Y, 15, 15A, 113, 160 |
| 11  | Ördögárok                           |                 | 13, 13Y, 14, 14Y, 15, 15A, 160 |
| 12  | Danitz puszta                       |                 | 13, 13Y, 14, 14Y, 15, 15A, 160 |
| 13  | Eperfás út                          |                 | 13, 13Y, 14, 14Y, 15, 15A, 113, 160 |
| 14  | Andrássy út                         |                 | 13, 13Y, 14, 14Y, 15, 15A, 160 |
| 15  | Budai Állomás                       |                 | 2, 2A, 4, 4Y, 12, 13, 13Y, 14, 14Y, 15, 15A, 16, 25, 26, 26Y, 60, 60A, 104, 113, 160 |
| 16  | Gyárvárosi templom                  |                 | 2, 2A, 4, 4Y, 13, 13Y, 14, 14Y, 15, 15A, 25, 26, 26Y, 60, 60A, 104, 113, 160 |
| 17  | Autójavító                          |                 | 25, 26, 26Y |
| 18  | Engel János József utca             |                 | 25, 26, 26Y, 27, 40 |
| 19  | Pósa Lajos utca                     |                 | 25, 26, 26Y, 27, 40 |
| 20  | Ledina                              |                 | 25, 26, 26Y, 27, 40 |
| 21  | Bóbita Bábszínház                   |                 | 25, 26, 26Y, 27, 40 |
| 22  | Major utca                          |                 | 25, 26, 26Y, 27, 40 |
| 23  | Búza tér                            |                 | 21, 25, 26, 26Y, 27, 28, 33, 38, 39, 40, 44 |
| 24  | Árkád                               |                 | 2, 2A, 3, 6, 4, 4Y, 13, 13Y, 14, 14Y, 15, 15A, 20, 20A, 22, 23, 23Y, 24, 25, 26, 26Y, 27, 28, 33, 38, 39, 40, 40I, 71, 71Y, 72, 73, 73Y, 104, 113, 120, 122, 123, 123Y, 124, 932, 940, 943, 973        |
| 25  | Zsolnay-szobor                      |                 | 2, 2A, 3, 6, 13, 13Y, 14, 14Y, 15, 15A, 20, 20A, 22, 23, 23Y, 24, 25, 26, 26Y, 27, 28, 30, 32, 32Y, 34, 35, 35Y, 36, 37, 38, 39, 40, 40I, 44, 71, 71Y, 72, 73, 73Y, 113, 120, 122, 123, 123Y, 124, 130 |
| 26  | Kórház tér                          |                 | 2, 2A, 25, 26, 26Y, 27, 28, 30, 32, 32Y, 34, 35, 35Y, 36, 37, 44, 130 |
| 27  | Petőfi utca                         |                 | 2, 2A, 25, 26, 26Y, 27, 28, 37, 55 |
| 28  | Szliven Áruház                      |                 | 2, 2A, 25, 26, 26Y, 27, 28, 55 |
| 29  | Egyetemváros                        |                 | 2, 2A, 25, 26, 26Y, 27, 28, 55 |
| 30  | Gyümölcs utca                       |                 | 25, 26, 26Y, 27, 28 |
| 31  | Nendtvich Andor út, Ybl Miklós utca |                 | 22, 23, 23Y, 24, 25, 26, 26Y, 27, 28, 122, 123, 123Y, 124 |
| 32  | Uránváros                           |                 | 1, 2, 2A, 4, 4Y, 20, 21, 22, 23, 23Y, 24, 25, 25A, 26, 26Y, 27, 28, 120, 122, 123, 123Y, 124 |